# ۱۰ بهمن
۱۰ بهمن سیصد و شانزدهمین روز سال از گاه‌شماری خورشیدی در ایران است. به پایان سال ۴۹ روز (۵۰ روز در سال کبیسه) مانده‌است.

## رویدادها
- ۱۳۵۷ - گروه کثیری از اسلامگرایان افراطی در حالی که شعارهای مذهبی می‌دادند به کارخانه آبجوسازی شمس حمله کردند و این کارخانه را طعمه حریق ساختند.

- ۱۳۹۷ - رونمایی از پهپاد کمان ۱۲

## مناسبت‌ها
- جشن سده - جشن ایرانی است که در آغاز شامگاه ۱۰ بهمن برگزار می‌شود
- جشن کوسه ناقلدی - یکی از مراسم سنتی کشاورزان و دامداران روستایی استان مرکزی است که هر ساله با گذشت چهل روز از زمستان و پنجاه روز مانده به عید نوروز (۱۰ بهمن ماه) برگزار می‌شود

## زادروزها
- ۱۳۰۴ - اسماعیل شاهرودی، شاعر معاصر
- ۱۳۰۸ - مهدی محقق، نویسنده، علامه، ادیب، فقیه، مجتهد، نسخه‌پژوه و پژوهشگر تاریخ پزشکی اسلامی، مصحح و شارح کتب ادبی و فلسفی و فقهی، استاد دانشگاه تهران
- ۱۳۱۲ - اکبر گلپایگانی، خواننده
- ۱۳۱۴ - ناصر ملک‌محمدی نوری، نویسنده، مقاله‌نویس و روزنامه‌نگار عرصهٔ فرهنگ و ادب و مطبوعات ایران
- ۱۳۱۵ - رضا انزابی‌نژاد، استاد دانشگاه، پژوهشگر ادبی، مؤلف و مصحح متون کهن
- ۱۳۱۸ - حمید مصدق، شاعر و حقوقدان
- ۱۳۲۳ - صفر کشکولی، بازیگر و ورزشکار
- ۱۳۲۷ - سید منصور خلیلی عراقی، اقتصاددان ایرانی و استاد تمام گروه اقتصاد بین‌رشته‌ای دانشکده اقتصاد دانشگاه تهران
- ۱۳۲۹ - بهرام مودت، بازیکن فوتبال
- ۱۳۳۱ - رسول خوروش، بازیکن فوتبال
- ۱۳۳۲ - عیسی سحرخیز، فعال سیاسی و مطبوعاتی اهل ایران
- ۱۳۳۲ - یحیی شمشادیان، خلبان بالگرد هوانیروز ارتش جمهوری اسلامی ایران
- ۱۳۳۴ - علی طالب‌لو، بازیگر
- ۱۳۳۷ - بهرام عین‌اللهی، پزشک و استاد چشم‌پزشکی، جراحی انکساری و قسمت قدامی چشم در دانشگاه علوم پزشکی شهید بهشتی در ایران
- ۱۳۴۹ - شاه‌علی سرخانی، بازیگر
- ۱۳۶۰ - محمد علوی، بازیکن و مربی فوتبال
- ۱۳۶۰ - رزا حسن‌زاده آژیری، روزنامه‌نگار و خبرنگار
- ۱۳۶۵ - عباس پورخسروانی، بازیکن فوتبال
- ۱۳۶۵ - صابر نریمان‌نژاد، بازیکن والیبال
- ۱۳۶۶ - مسعود دانشور، بازیکن فوتسال
- ۱۳۶۸ - مهدی دغاغله، بازیکن فوتبال
- ۱۳۷۳ - محمدجواد جلالیان، بازیکن فوتبال

## درگذشت‌ها
- ۱۳۵۲ - محمد حجازی، نویسنده، رمان‌نویس، نمایشنامه‌نویس، مترجم، سیاست‌مدار و روزنامه‌نگار اهل ایران
- ۱۳۵۳ - ناصر عامری، سیاست‌مدار ایرانی دوران پهلوی دوم و دبیرکل حزب مردم بوده
- ۱۳۶۶ - امیرناصر افتتاح، نوازندهٔ تمبک اهل ایران
- ۱۳۸۲ - فؤاد روحانی، مترجم ایرانی و کارشناس ارشد مسائل نفت
- ۱۳۹۱ - رضا کرمانی، شهردار پیشین خرمشهر (۴۹–۱۳۴۷) و دبیر مسئول پیشین حزب پان ایرانیست
- ۱۳۹۴ - محمد سلیمی، سرلشکر نیروی زمینی ارتش ایران و دومین فرمانده کل ارتش در جمهوری اسلامی
- ۱۳۹۷ - کریم زرگر، بازیگر، کارگردان، صاحب امتیاز و مدیر مسئول ماهنامه گزارش فیلم و بنیانگذار «مؤسسه راه معرفت» در ایران
- ۱۳۹۷ - کاوه دیلمی، خوانندهٔ موسیقی سنتی ایرانی
- ۱۳۹۸ - علی‌اصغر بیانی، آهنگساز و نوازندهٔ ایرانی و معاون هنری فرهنگستان هنر ایران
- ۱۳۹۹ - جمشید نجفی، خواننده اهل ایران